# Østlandet
Østlandet (bokmål) sau Austlandet (nynorsk) (Țara din Est) este o regiune geografică din sud-estul Norvegiei. Este constituită din provinciile Viken, Vestfold og Telemark, Innlandet și capitala Oslo.